# مارك ميزفنسكي
مارك ميزفنسكي (بالإنجليزية: Marc Mezvinsky) (ولد في 10 ديسمبر 1977) هو مستثمر أمريكي وشريك في شركة تي بي جي. شغل سابقًا منصب نائب الرئيس في شركة سوشيال كابيتال. وهو زوج تشيلسي كلينتون، ابنة الرئيس الأمريكي الأسبق بيل كلينتون ووزيرة الخارجية السابقة هيلاري كلينتون.